# Eupithecia yasudai
Eupithecia yasudai là một loài bướm đêm trong họ Geometridae.